# Izobutan
Izobutan je jedan od dva izomerna oblika butana, iznimno zapaljiv i eksplozivan plin, kemijske formule: (CH3)3CH
- Izgled: bezbojan plin ili tekućina.
- Temperatura vrelišta: - 12 °C
- Granice eksplozivnosti: 1,8 – 8,4 %, vol.
- Zrak – stvara eksplozivnu smjesu.
- Voda – nema opasne reakcije.

Vrlo zapaljiv ukapljeni plin,  pare mogu eksplodirati ako dođe do zapaljenja unutar granica eksplozivnosti